# Lanthan(III) hydroxide
Lanthan(III) hydroxide là một hợp chất có công thức La(OH)3, là hydroxide của kim loại đất hiếm lanthan.

## Tổng hợp
Lanthan(III) hydroxide sẽ được tạo thành khi cho dung dịch kiềm như amonia vào dung dịch muối lanthan như lanthan(III) nitrat. Phản ứng tạo ra kết tủa dạng keo có thể phơi khô trong không khí.
{\displaystyle \mathrm {La(NO_{3})_{3}\ +\ 3\ NH_{4}OH\ \longrightarrow \ La(OH)_{3}\ +\ 3\ NH_{4}NO_{3}} }
Lanthan(III) hydroxide cũng có thể tạo thành bằng phản ứng hợp nước từ lanthan(III) oxit.
{\displaystyle \mathrm {La_{2}O_{3}\ +\ 3\ H_{2}O\ \longrightarrow \ 2\ La(OH)_{3}} }

## Tính chất
Lanthan(III) hydroxide không phản ứng nhiều với dung dịch kiềm, nhưng nó tan rất nhẹ trong dung dịch axit.  Nếu đun nóng lên 330 °C, nó sẽ phân huỷ tạo thành lanthan(III) oxit-hydroxide, LaOOH, nếu tiếp tục đun nóng sẽ bị mất nước, tạo thành lanthan(III) oxit.
{\displaystyle \mathrm {La(OH)_{3}\ {\xrightarrow[{-H_{2}O}]{330^{o}C}}\ LaOOH} }
{\displaystyle \mathrm {2\ LaOOH\ {\xrightarrow[{-H_{2}O}]{\Delta }}\ La_{2}O_{3}} }